# 방곡령
방곡령(防穀令)은 조선 말기에 시행되었던 경제 정책 가운데 하나로서, 식량난 해소를 위해 식량 수출을 금지하는 명령을 말한다. 그 목적은 지방관이 그 행정 관할 구역 내에서 가뭄이나 수해, 민란이나 병란으로 인해 농작물 생산량이 줄어들어 곡식의 가격이 오르는 것을 방지하는 데에 있다. 간혹 장시의 곡물 가격이 외국 상인이 사들이는 가격보다 너무 싸서 장시에 곡물이 풀리지 않을 때에 방곡령이 시행되기도 하였다.
조선 말기에 방곡령은 십여 회에 걸쳐 시행되었으며, 유명한 사례로는 1889년(고종 26년)에 함경 감사(咸鏡監司) 조병식이 일본에 곡물 수출을 금지한 방곡령이 있다.
반대로, 지방관이 방곡령을 내린 지역에서 다른 지역으로 곡물을 유동할 수 없게 하여 서울의 곡가가 폭등하는 사례도 발생하자, 이로 말미암아 중앙 정부에서 방곡령 금령(防穀令禁令)을 내리기도 했다. 대표 사례로는 1876년(고종 13년)의 흉작 때이다.

## 1889년 방곡령
1889년(조선 고종 26) 이후 2·3차 행한 바 있는 미곡 해외 반출 금지령을 가리킨다. 조선 고종 때에는 농민들의 부담이 많아져서 논밭 5·6두락(斗落)의 토지당 4섬 이상의 조세를 바쳐야 된 데다 관리들의 수탈로 농민들의 생활은 매우 곤란했다. 특히 일본 상인들은 물물교환에서 벗어나지 못한 농촌사회에 침투하여 갖은 수단으로 양곡을 일본으로 반출해갔으므로 흉년을 당하면 양곡의 부족을 해결할 방책이 없게 되었다. 더구나 1888년(고종 25) 큰 흉년을 만나자 각지에서는 폭동이 연달아 일어나게 되었다. 이에 따라 함경도 관찰사 조병식(趙炳式)은 1889년 9월에 원산항을 통하여 일본으로 반출되는 미곡, 콩의 유출을 금지하였다.
한편 독판교섭통상사무 민종묵(閔種默)은 일본 대리공사 곤도에게 그해 10월부터 1년간 일본 반출 금지에 협조하도록 요청했으나 곤도는 이 조처가 한일 수호조약에 위배된다 하여 방곡령 해제를 요청하였으므로 조정에서도 함경도에 그 해제를 명했으나, 오히려 일본 상인들에게 곡물을 압수하는 등, 더욱 강력하게 나왔다. 이에 일본은 조병식의 처벌과 배상을 요구하므로 조병식을 강원 감찰사로 옮겼다. 그러나 1890년(고종 27) 함경도 관찰사 한장석(韓章錫)의 보고에 의하여 다시 방곡령을 시행케 되었으며, 그 해에 황해도에도 방곡령이 시행되었다.

## 참고 자료
- 《글로벌 세계대백과사전》,  〈열강세력 속의 조선〉
- 김정동, 〈조선후기 곡가변동과 방곡령 ─함경도와 상주를 중심으로─〉, 안동대학교 행정경영대학원 석사학위논문, 2001년 12월.
- 박도순, 〈조선후기 곡물수출과 방곡령 ─상주지역을 중심으로─〉, 안동대학교 대학원 경제학 석사학위논문, 1997년 12월.